# Gare de Lépanges
Gare de Lépanges vasútállomás Franciaországban, Lépanges-sur-Vologne településen.

## Vasútvonalak
Az állomást az alábbi vasútvonalak érintik:
- Arches-Saint-Dié-vasútvonal

## Kapcsolódó állomások
A vasútállomáshoz az alábbi állomások vannak a legközelebb:
- Gare de Docelles - Cheniménil
- Gare de Bruyères